# Rödskivig dvärgchampinjon
Rödskivig dvärgchampinjon (Agaricus comtulus) är en svampart som beskrevs av Fr. 1838. Rödskivig dvärgchampinjon ingår i släktet champinjoner och familjen Agaricaceae.  Arten är reproducerande i Sverige. Inga underarter finns listade i Catalogue of Life.